# Туа, Дэвид
Дэвид Туа (англ. David Tua; род. 21 ноября 1972, Апиа, Западное Самоа) — самоанский и новозеландский боксёр-профессионал, выступавший в тяжёлой весовой категории. Бронзовый призёр Олимпийских игр 1992 года в Барселоне. Входил в десятку лучших тяжеловесов мира по итогам года по версии BoxRec с 1996 по 2003 год, лучшая позиция — 3 (1998).

## Любительская карьера
- 1990 выиграл чемпионат Океании Нукуалофа, Тонга.
- 1991 3-е место на чемпионате мира в Сиднее, Австралия.
  - Победил Микаэля Линдблада (Швеция) PTS (24-17).
  - Проиграл Феликсу Савону RSCH-1.
- 1992 выиграл Чемпионат Океании / Олимпийские испытания в Апиа, Западное Самоа.
- 1992 выиграл бронзовую медаль в супертяжелом весе от Новой Зеландии на Олимпийских играх в Барселоне, Испания.
  - Победил Хосе Ортега (Испания) RSCH-2.
  - Победил Русхлоса Войтеха (Чехия) RSC-3.
  - Проиграл Дэвиду Айзонритеи (Нигерия) PTS (7-12).

## Профессиональная карьера
Дебютировал в декабре 1992 года. Провёл 22 рейтинговых боя, выиграв все, преимущественно нокаутом, и вышел на первый титульный поединок в 1996 году

### Бой с Джоном Руисом
В марте 1996 года вышел на бой против 1-го серьёзного противника — Джона Руиса, в поединке за звание интернационального чемпиона мира по версии WBC. Бой продолжался всего 19 секунд. Дэвид Туа отправил своего соперника в тяжелейший нокаут — Руис лежал на полу несколько минут.
21 июля Туа нокаутировал в первом раунде Энтони Кукса. В сентябре 1996 года Дэвид Туа в 1-м раунде нокаутировал перспективного Дэрролла Уилсона, который до встречи с Туа не имел поражений.

### Бой с Дэвидом Айзоном
В декабре 1996 года состоялся бой между Дэвидом Туа и его обидчиком с любительского ринга, нигерийцем Дэвидом Айзонрайти. Это был тяжёлый, агрессивный бой. Интрига в бою держалась до 12 раунда. В середине 12-го раунда Туа прижал Айзонрайти к канатам. Туа провёл несколько крюков в голову противника. Айзонрайти перестал контролировать ситуацию. Туа продолжал атаковать и пробил мощнейший левый апперкот точно в подбородок. Айзонрайти свалился на канаты. Рефери начал отсчёт. Нигериец с трудом поднялся, но был явно потрясён. Рефери остановил бой. По количеству выброшенных ударов бой вошёл в пятёрку лучших боев в тяжёлом весе на тот момент за все времена.
В апреле 1997 года Дэвид Туа вышел на ринг против Олега Маскаева. Маскаев успешно оборонялся, однако в 11-м раунде пропустил мощнейший удар и упал на колени. Маскаев поднялся, но не мог более защищаться. Рефери остановил бой, не открывая счёт. Маскаев счёл остановку боя преждевременной.

### Бой с Айком Ибеабучи
В июне 1997 года состоялся поединок двух непобеждённых контендеров — Дэвида Туа и Айка Ибеабучи. По количеству выброшенных ударов этот бой установил новый рекорд в супертяжёлой весовой категории. Айк Ибеабучи вопреки большинству противников Туа не стал бегать, а встретил его в чистом, агрессивном и равном бою. Все 3 судьи поставили оценки в пользу Ибеабучи. Неофициальный судья телеканала HBO Харольд Ледерман посчитал, что победил Туа. Дэвид Туа не стал спорить с результатом, а лишь посетовал на то, что недостаточно сделал в бою для своей победы.

### Бой с Хасимом Рахманом I
В декабре 1998 года состоялся отборочный бой за титул IBF в тяжёлом весе между Дэвидом Туа и непобеждённым Хасимом Рахманом. Бой проходил на средней дистанции. Рахман был более активен и, выбрасывая большее количество ударов, выигрывал бой по очкам. В конце 9-го раунда Туа провёл левый хук в челюсть противника, затем повторил тот же удар, и сразу же после гонга провёл такой же удар в 3-й раз. Рахман оперся на канаты. Рефери отогнал Туа от противника. Рахман, шатаясь, дошёл до своего угла. Комментатор HBO Ларри Мерчант сказал, что Рахман был серьёзно потрясён ударом после гонга. В 10-м раунде Туа запер Рахмана у канатов, нанося удары по корпусу и в голову. Несмотря на то, что часть ударов прошла мимо, рефери вмешался и прекратил бой. Недовольный Рахман оттолкнул рефери. Ларри Мерчант назвал это очень плохой остановкой (англ. That is a very bad stoppage). 2-й комментатор HBO Джим Лэмпли согласился с ним. Угол Рахмана не согласился с решением рефери.
В июне 2000 года самоанец вышел на ринг против Обеда Салливана. В начале 1-го раунда он загнал его в угол и послал в нокаут.

### Чемпионский бой с Ленноксом Льюисом
В ноябре 2000 года Туа вышел на ринг против абсолютного чемпиона мира Леннокса Льюиса. Бой начался со взрывной атаки Туа. Льюис старался всячески уклониться от боя путём отхода назад. В конце 2-го раунда Льюис сдержал сильнейший удар в голову от соперника и опустил руки, но раздался гонг, что спасло его от дальнейшей атаки Туа. В последующих раундах Льюис за счёт уклонений от откровенной схватки с атакующим Туа, выбрасывая левый джеб с дистанции, перестучал своего противника по очкам.
В 2001 году Леннокс Льюис отказался встретиться с обязательным претендентом за титул IBF Крисом Бёрдом, за что был лишён титула.
Титул стал вакантным, и за обладание им был объявлен турнир из 4-х бойцов: Дэвида Туа и Дэниела Николсона в 1-м полуфинале и Криса Бёрда и Мориса Харриса во 2-м полуфинале.
В марте 2001 года Дэвид Туа вышел на бой против Дэниела Николсона. В 6 раунде он отправил соперника в нокаут.

### Бой с Крисом Бёрдом
В августе 2001 года состоялся финальный отборочный бой за титул IBF в тяжёлом весе между Дэвидом Туа и Крисом Бёрдом. Бёрд был бывшим средневесом и слабо котировался перед боем. Он воспользовался преимуществом в технике и скорости, сумев нанести большее количество ударов и не пропустить в ответ. По итогам 12 раундов судьи отдали победу американцу.
В апреле 2002 года самоанец вышел на ринг против небитого Фреса Окендо. В 9-м раунде он его нокаутировал.
В августе 2002 года Дэвид Туа встретился с Майклом Мурером. Туа сразу же пошёл в атаку, загнав противника в угол. Самоанец провел левый хук по печени. Затем правый хук в голову, и сразу же левый туда же. Мурер упал спиной на канвас. Рефери досчитал до 5, и видя, что американец в тяжёлом состоянии, прекратил поединок.

### Бой с Хасимом Рахманом II
В марте 2003 года состоялся 2-й бой между Дэвидом Туа и Хасимом Рахманом. Рахман джебом держал противника на дистанции. В конце 12-го раунда Рахман поднял руки вверх, празднуя возможную победу. Туа сразу же зажал его в углу. Прозвучал гонг. Увлёкшись атакой, Рахман провёл двойку в челюсть противника. Туа упал на канвас, но сразу же встал. Рефери не отсчитал нокдаун. (Скорее всего Туа просто не удержался на ногах при столкновении). По окончании поединка судьи раздельным решением определили ничью. Решение было спорным. Часть экспертов сочла, что победил Рахман.

### 2005 — 2013
После этого Дэвид Туа не выходил на ринг 2 года. В 2005 году вернулся на ринг. Победил нокаутом Талмаджа Гриффитса. Провёл в общем счёте 7 рейтинговых 10-раундовых боёв и снова ушёл из бокса в 2007 году.
В 2009 вернулся и нокаутировал во 2 раунде Шейна Кэмерона. В 2010 победил по очкам нигерийца Фрайдея Ахунанью.
В июле 2010 свёл вничью бой с американцем Монти Барреттом. В этом поединке Туа впервые оказался в нокдауне за профессиональную карьеру.
В марте 2011 победил по очкам джорнимена Деметриса Кинга и вновь встретился с Монти Барреттом. Во второй схватке Туа проиграл единогласным решением судей. Баррет стал первым и единственным боксёром, сумевшим отправить Туа в нокдаун. В конце 2011 года Туа объявил о завершении спортивной карьеры. Позднее в допинг-пробе Барретта были обнаружены запрещённые препараты, и команда Туа потребовала отменить результат поединка, однако это требование в итоге не было выполнено.
В январе 2013 года представитель Туа сообщил, что самоанский ветеран планирует вернуться на ринг. В июне 2013 года возможным соперником Туа объявлен Франсуа Бота, а приблизительной датой проведения — август 2013 года. После очередного поражения Боты планы были скорректированы, и соперником Туа на 31 августа 2013 объявлен выступающий за Белоруссию россиянин Александр Устинов. В связи с травмой Туа в августе поединок был перенесён на 16 ноября 2013 года. В состоявшемся бою Туа проиграл Устинову единогласным решением судей и объявил о завершении своей боксёрской карьеры.

## Семья
Туа — член знаменитого семейного клана борцов и рестлеров Аноай: он рос с четырьмя братьями, четырьмя сёстрами и ещё 10 другими родственниками. По его словам, мать работала на трёх работах сразу, а отец на одной, но постоянно сверхурочно. В бокс его привёл отец, когда Дэвиду было семь лет.
Дэвид Туа приходится дальним родственником актёру и рестлеру Дуэйну Джонсону, а также самоанскому регбисту Тревору Леота.

## Статистика профессиональных боёв
В таблице перечислены результаты всех поединков боксёров.
В каждой строке указан результат поединка. Дополнительно номер поединка обозначен цветом, который обозначает итог поединка. Расшифровка обозначений и цветов представлена в нижеследующей таблице.
| Пример | Расшифровка                     |
| ------ | ------------------------------- |
|        | Победа                          |
|        | Ничья                           |
|        | Поражение                       |
|        | Планируемый поединок            |
|        | Поединок признан несостоявшимся |
| КО     | Нокаут                          |
| ТКО    | Технический нокаут              |
| PTS    | Решение судей (по очкам)        |
| UD     | Единогласное решение судей      |
| MD     | Решение большинства судей       |
| SD     | Раздельное решение судей        |
| RTD    | Отказ от продолжения боя        |
| DQ     | Дисквалификация                 |
| NC     | Поединок признан несостоявшимся |

| 59 поединков, 52 победы (43 нокаутом), 2 ничьи, 5 поражений. | 59 поединков, 52 победы (43 нокаутом), 2 ничьи, 5 поражений. | 59 поединков, 52 победы (43 нокаутом), 2 ничьи, 5 поражений. | 59 поединков, 52 победы (43 нокаутом), 2 ничьи, 5 поражений. | 59 поединков, 52 победы (43 нокаутом), 2 ничьи, 5 поражений. | 59 поединков, 52 победы (43 нокаутом), 2 ничьи, 5 поражений. | 59 поединков, 52 победы (43 нокаутом), 2 ничьи, 5 поражений.                                                                                                 | 59 поединков, 52 победы (43 нокаутом), 2 ничьи, 5 поражений. |
| Бой                                                          | Рекорд                                                       | Дата боя                                                     | Соперник                                                     | Место боя                                                    | Результат                                                    | Дополнительно |                                                              |
| ------------------------------------------------------------ | ------------------------------------------------------------ | ------------------------------------------------------------ | ------------------------------------------------------------ | ------------------------------------------------------------ | ------------------------------------------------------------ | --- | ------------------------------------------------------------ |
| 59                                                           | 52-5-2                                                       | 16 ноября 2013                                               | Александр Устинов (28-1)                                     | Globox Arena, Гамильтон, Новая Зеландия                      | UD 12                                                        | Счёт судей: 108-119, 109-119, 110-119. Бой за титул WBA Pan African. После боя Туа объявил о завершении своей боксёрской карьеры.                            |                                                              |
| 58                                                           | 52-4-2                                                       | 13 августа 2011                                              | Монте Барретт (34-9-2)                                       | TelstraClear Pacific Events Centre, Окленд, Новая Зеландия   | UD 12                                                        | Счёт судей: 112-115, 112-115, 113-114. Потерял титулы WBO Asia Pacific и WBO Oriental. Барретт в нокдауне в 12 раунде.                                       |                                                              |
| 57                                                           | 52-3-2                                                       | 19 марта 2011                                                | Деметрис Кинг (15-19)                                        | TelstraClear Pacific Events Centre, Окленд, Новая Зеландия   | UD 10                                                        | Счёт судей: 100-90, 100-90, 100-91. Защитил титулы WBO Asia Pacific и WBO Oriental.                                                                          |                                                              |
| 56                                                           | 51-3-2                                                       | 17 июля 2010                                                 | Монте Барретт (34-9)                                         | Tropicana Casino & Resort Atlantic City, Атлантик-Сити, США  | MD 12                                                        | Счёт судей: 115-111, 113-113, 113-113. Защитил титулы WBO Asia Pacific и WBO Oriental. Первый нокдаун в карьере Туа в 12 раунде; Туа оштрафован в 12 раунде. |                                                              |
| 55                                                           | 51-3-1                                                       | 31 марта 2010                                                | Фрайдей Ахунанья (24-5-3)                                    | Окленд, Новая Зеландия                                       | UD 12                                                        | Счёт судей: 119-109, 117-111, 120-108. Защитил титулы WBO Asia Pacific и WBO Oriental.                                                                       |                                                              |
| 54                                                           | 50-3-1                                                       | 3 октября 2009                                               | Шейн Кэмерон (23-1)                                          | Гамильтон, Новая Зеландия                                    | KO 2 (12), 0:20                                              | Выиграл титулы WBO Asia Pacific и WBO Oriental. |                                                              |
| 53                                                           | 49-3-1                                                       | 7 сентября 2007                                              | Серрон Фокс (8-5)                                            | Soaring Eagle Casino, Маунт-Плезант, США                     | TKO 2 (10), 1:41                                             | |                                                              |
| 52                                                           | 48-3-1                                                       | 18 августа 2007                                              | Сауль Монтана (48-14)                                        | South Towne Expo Center, Сэнди, США                          | KO 1 (10), 2:15                                              | |                                                              |
| 51                                                           | 47-3-1                                                       | 22 февраля 2007                                              | Роберт Хокинс (21-6)                                         | Roseland Ballroom, Нью-Йорк, США                             | UD 10                                                        | Счёт судей: 99-91, 96-94, 96-94 |                                                              |
| 50                                                           | 46-3-1                                                       | 3 ноября 2006                                                | Морис Уилер (10-8-1)                                         | Roseland Ballroom, Нью-Йорк, США                             | KO 7 (10), 2:48                                              | |                                                              |
| 49                                                           | 45-3-1                                                       | 26 июля 2006                                                 | Эдвард Гутьеррес (15-2-1)                                    | Hammerstein Ballroom, Нью-Йорк, США                          | KO 4 (10), 2:59                                              | |                                                              |
| 48                                                           | 44-3-1                                                       | 21 октября 2005                                              | Сиссе Салиф (17-4-2)                                         | Hard Rock Live, Холливуд (Флорида), США                      | SD 10                                                        | Счёт судей: 94-96, 96-94, 98-92 |                                                              |
| 47                                                           | 43-3-1                                                       | 31 марта 2005                                                | Талмадж Гриффитс (22-5-3)                                    | The Trusts Arena Окленд, Новая Зеландия                      | TKO 10 (10), 2:34                                            | |                                                              |
| 46                                                           | 42-3-1                                                       | 29 марта 2003                                                | Хасим Рахман (35-4)                                          | Spectrum, Филадельфия, США                                   | SD 12                                                        | Счёт судей: 112-116, 116-112, 114-114. Претендентский бой IBF.                                                                                               |                                                              |
| 45                                                           | 42-3                                                         | 30 ноября 2002                                               | Расселл Частин (19-5)                                        | Атлантик-Сити, США                                           | KO 2 (10), 1:41                                              | |                                                              |
| 44                                                           | 41-3                                                         | 17 августа 2002                                              | Майкл Мурер (43-2-1)                                         | Etess Arena, Атлантик-Сити, США                              | KO 1 (10), 0:30                                              | |                                                              |
| 43                                                           | 40-3                                                         | 13 апреля 2002                                               | Фрес Окендо (22-0)                                           | Mountaineer Casino, Честер, США                              | TKO 9 (12), 1:54                                             | Выиграл титул NABF. |                                                              |
| 42                                                           | 39-3                                                         | 18 декабря 2001                                              | Гаринг Лэйн (20-27-2)                                        | Feather Falls Casino, Оровилл, Калифорния США                | TKO 8 (10), 2:35                                             | |                                                              |
| 41                                                           | 38-3                                                         | 18 августа 2001                                              | Крис Бёрд (33-2)                                             | Cox Pavilion, Лас-Вегас, США                                 | UD 12                                                        | Счёт судей: 112-116, 112-116, 113-115. Бой за титул USBA. Финал претендентского турнира IBF.                                                                 |                                                              |
| 40                                                           | 38-2                                                         | 23 марта 2001                                                | Данелл Николсон (39-3)                                       | Texas Station, Лас-Вегас, США                                | KO 6 (12), 0:34                                              | Полуфинал претендентского турнира IBF. |                                                              |
| 39                                                           | 37-2                                                         | 11 ноября 2000                                               | Леннокс Льюис (37-1-1)                                       | JW Marriott Las Vegas, Лас-Вегас, США                        | UD 12                                                        | 111-117, 109-119, 111-118. Бой за титулы WBC, IBF и IBO. |                                                              |
| 38                                                           | 37-1                                                         | 21 июля 2000                                                 | Роберт Дэниелс (39-4-1)                                      | JW Marriott Las Vegas, Лас-Вегас, США                        | TKO 3 (12), 0:47                                             | Защитил титулы USBA и IBF Inter-Continental. Дэниелс три раза в нокдауне.                                                                                    |                                                              |
| 37                                                           | 36-1                                                         | 3 июня 2000                                                  | Обед Салливан (35-6-1)                                       | MGM Grand Garden Arena, Лас-Вегас, США                       | KO 1 (12), 0:51                                              | Защитил титулы USBA и IBF Inter-Continental. |                                                              |
| 36                                                           | 35-1                                                         | 23 октября 1999                                              | Шейн Сатклифф (22-8-1)                                       | MGM Grand Garden Arena, Лас-Вегас, США                       | TKO 2 (10), 1:20                                             | |                                                              |
| 35                                                           | 34-1                                                         | 17 июля 1999                                                 | Гэри Белл (21-2)                                             | Caesars Tahoe, Стейтлайн, США                                | TKO 1 (12), 1:19                                             | Защитил титул USBA. |                                                              |
| 34                                                           | 33-1                                                         | 19 декабря 1998                                              | Хасим Рахман (29-0)                                          | Miccosukee Resort & Gaming, Майами, США                      | TKO 10 (12), 2:25                                            | Выиграл титулы USBA и IBF Inter-Continental. Претендентский бой IBF.                                                                                         |                                                              |
| 33                                                           | 32-1                                                         | 26 сентября 1998                                             | Эрик Керри (22-5)                                            | Анкасвилл, США                                               | TKO 1 (10), 0:43                                             | |                                                              |
| 32                                                           | 31-1                                                         | 30 мая 1998                                                  | Нейт Таббс (17-3)                                            | Атлантик-Сити, США                                           | KO 2 (10), 2:12                                              | |                                                              |
| 31                                                           | 30-1                                                         | 18 апреля 1998                                               | Кливленд Вудс (14-14)                                        | Сан-Франциско, США                                           | TKO 3 (10)                                                   | |                                                              |
| 30                                                           | 29-1                                                         | 10 марта 1998                                                | Джефф Вуден (17-5)                                           | Пайксвилл, США                                               | MD 10                                                        | Счёт судей: 97-93, 96-95, 95-95 |                                                              |
| 29                                                           | 28-1                                                         | 22 ноября 1997                                               | Джефф Лалли (21-9)                                           | Атлантик-Сити, США                                           | TKO 2 (10), 1:04                                             | |                                                              |
| 28                                                           | 27-1                                                         | 7 июня 1997                                                  | Айк Ибеабучи (16-0)                                          | { Сакраменто, США                                            | UD 12                                                        | Счёт судей: 114-115, 113-116, 111-117. Потерял титул WBC International.                                                                                      |                                                              |
| 27                                                           | 27-0                                                         | 5 апреля 1997                                                | Олег Маскаев (10-1)                                          | Атлантик-Сити, США                                           | TKO 11 (12), 1:16                                            | Защитил титул WBC International. |                                                              |
| 26                                                           | 26-0                                                         | 12 декабря 1996                                              | Дэвид Айзон (18-1)                                           | Анкасвилл, США                                               | TKO 12 (12), 1:54                                            | Защитил титул WBC International. |                                                              |
| 25                                                           | 25-0                                                         | 20 сентября 1996                                             | Дарролл Уилсон (17-0-2)                                      | Майами, США                                                  | KO 1 (12), 3:10                                              | Защитил титул WBC International. |                                                              |
| 24                                                           | 24-0                                                         | 21 июля 1996                                                 | Энтони Кукс (7-5)                                            | Балтимор, США                                                | TKO 1 (10), 2:24                                             | |                                                              |
| 23                                                           | 23-0                                                         | 15 марта 1996                                                | Джон Руис (25-2)                                             | Атлантик-Сити, США                                           | KO 1 (12), 0:19                                              | Выиграл титул WBC International. |                                                              |
| 22                                                           | 22-0                                                         | 13 января 1996                                               | Брюс Беллокки (7-2)                                          | Атлантик-Сити, США                                           | TKO 2 (10), 2:39                                             | |                                                              |
| 21                                                           | 21-0                                                         | 26 августа 1995                                              | Маурисио Вильехас (22-10)                                    | Атлантик-Сити, США                                           | TKO 6 (10), 2:51                                             | |                                                              |
| 20                                                           | 20-0                                                         | 15 июля 1995                                                 | Шон Харт (11-3-2)                                            | Стейтлайн, США                                               | PTS 8                                                        | Счёт судей: 79-70 |                                                              |
| 19                                                           | 19-0                                                         | 20 мая 1995                                                  | Дэн Мёрфи (43-15-2)                                          | Атлантик-Сити, США                                           | TKO 5 (10)                                                   | |                                                              |
| Бой                                                          | Рекорд                                                       | Дата боя                                                     | Соперник                                                     | Место боя                                                    | Результат                                                    | Дополнительно |                                                              |